# 6月4日 (旧暦)
旧暦6月4日（きゅうれきろくがつよっか）は、旧暦6月の4日目である。六曜は先負である。

## できごと
- 文化元年（グレゴリオ暦1804年7月10日） - 出羽大地震[要出典]。秋田の象潟湖が地震による海底隆起で陸地に
- 文化8年（グレゴリオ暦1811年7月23日） - 国後島を測量中のロシア艦長ゴロウニンを松前奉行が捕らえて箱館に監禁。2年後ロシアに漂着した高田屋嘉兵衛と交換釈放
- 天保12年（グレゴリオ暦1841年7月21日） - 操業中に遭難した土佐の漁師・万次郎（ジョン万次郎）がアメリカの捕鯨船に救助される

## 誕生日
- 慶長元年（グレゴリオ暦1596年7月17日） - 後水尾天皇、108代天皇（+ 1680年）
- 元和7年（グレゴリオ暦1621年7月22日） - 木下順庵、儒学者（+ 1699年）
- 享和元年（グレゴリオ暦1801年7月14日） - 椿椿山、画家（+ 1854年）
- 天保15年（グレゴリオ暦1844年7月18日） - 尾上菊五郎 (5代目)、歌舞伎役者（+ 1903年）
- 安政4年（グレゴリオ暦1857年7月24日） - 後藤新平、官僚・内相・外相・逓信相（+ 1929年）
- 明治2年（グレゴリオ暦1869年7月12日） - 久原房之助、実業家・日立の祖・逓信相 （+ 1965年）

## 忌日
- 弘仁13年（ユリウス暦822年6月26日） - 最澄（伝教大師）、日本天台宗の開祖（* 767年）
- 天正10年（ユリウス暦1582年6月23日） - 清水宗治、戦国時代の武将（* 1536年）
- 元禄7年（ユリウス暦1694年7月25日） - 菱川師宣、浮世絵師（* 1618年）
- 延享4年（ユリウス暦1747年7月11日） - 座本元祖竹田出雲（元祖出雲）、 浄瑠璃作者・大坂竹本座座本
- 明和8年（グレゴリオ暦1771年7月15日） - 徳川宗武、徳川吉宗の次男、御三卿田安家初代当主（* 1716年）